# Prokletí žlutozeleného škorpióna
Prokletí žlutozeleného škorpióna (anglicky The Curse of the Jade Scorpion, česky doslovně Prokletí nefritového škorpióna) je americká kriminální komedie z roku 2001, napsaná a režírovaná Woodym Allenem, který si také zahrál hlavní roli.
Příběh pojednává o úspěšném vyšetřovateli pojistných podvodů a manažerce pro efektivitu práce, kteří jsou během vystoupení eskamotéra zhypnotizováni a následně plní jeho úkoly, když v jeho prospěch loupí šperky a další cennosti. Woody Allen v mnohém spíše navazuje na své dřívější bláznivé komedie, než na charakter svých autorských filmů natočených na přelomu milénia.
Další postavy ztvárnili Helen Huntová jako vyšetřovatelova nadřízená manažerka Betty Ann Fitzgeraldová, Dan Aykroyd v roli Chrise Magrudera, ředitele pojišťovacího domu a Charlize Theronová, která představovala rozpustilou zástupkyni zlaté mládeže.

## Děj
C. W. Briggs (Woody Allen) je úspěšný vyšetřovatel pojistných podvodů v jedné z newyorských pojišťoven, který se umí dobře vcítit do myšlení zločinců a udržuje styky s informátory. Jeho výsledky však nechávají chladnou Betty Ann Fitzgeraldovou (Helen Huntová), novou příkrou šéfku, jejímž cílem je zefektivnit práci v pojišťovacím ústavu. Děj odehrávající se v roce 1940 přináší mezi těmito dvěma postavami řadu popichování a narážek, v protikladu moderního přístupu nadřízené ke konzervativnímu pojetí vyšetřovatele. Její hledisko je vzdor odporu, většinou prosazeno, díky podpoře ženatého ředitele Chrise Magrudera (Dan Aykroyd), s nímž manažerka udržuje dosud privátní milenecký poměr. Přesto jí vyvolený přislíbil rozvod a zveřejnění vztahu.
Během společné večeře několika zaměstnanců ve varieté, pozve eskamotér Voltan (David Ogden Stiers) na pódium Betty Ann a pana C. W., které zhypnotizuje pomocí šperku – nefritového škorpióna. Hesla „Konstantinopol“ pro vyšetřovatele a „Madagaskar“ pro jeho šéfku znamenají uvedení do změněného stavu vědomí, v němž se chovají dle příkazu mága. Tak sehrají před publikem scénku, v níž jsou zamilovaným párem na líbánkách. Po probuzení si na nic nepamatují.
Poté, co se vyšetřovatel vrátí domů, přijímá telefonní hovor od Voltana, který vyslovuje heslo a uvádí jej do transu. Úkolem je uloupit šperky v domě, jehož zabezpečení pan C. W. dobře zná, a ukrýt je na bezpečném místě. Ráno se probudí, aniž by si cokoli pamatoval. Druhý den tak začíná vyšetřovat loupež obřích rozměrů. Situace se opakuje, když se po druhém telefonátu od mága vydává na noční lup. Kvůli této povinnosti vyhazuje z postele atraktivní a překvapenou Lauru Kensingtonovou (Charlize Theronová).
Během pátrání po pachateli pojímá podezření na Betty Ann, která je v pojišťovně zaměstnána krátce a má přístup k zabezpečovacím systémům. Tajně si vytvoří duplikát klíče od jejího bytu a večer se do obydlí vydává šmejdit. Po náhlém příchodu milenecké dvojice se ukrývá za paravan a je skrytým účastníkem hádky, v níž Chris vyjadřuje záměr setrvat dále v manželství. Zhrzená Betty Ann se po milencově odchodu vrhá k oknu s úmyslem spáchat sebevraždu. V tom jí zabrání pan C. W., který náhle vstupuje na scénu a po prvotním šoku manažerky v bytě prodlí noc.
Vyšetřovatelé agentury najaté pojišťovnou získají přesvědčivé důkazy vedoucí k panu C. W.. Ten však vinu odmítá. V nouzi se uchyluje znovu do bytu Betty Ann, která jej s nechutí nakonec přijímá. Když mág Voltan nezastihne pana C. W. doma, volá Betty Ann a uvádí ji heslem „Madagaskar“ do hypnotického stavu. Nařizuje jí ukrást šperky. Jako vedlejší efekt v ní uvolňuje vzpomínky z jevištního vystoupení, kde „sehrála“ etudu vášnivě lásky k podřízenému zaměstnanci. Pan C. W., nacházející se v jejím bytě a neseznámen s důvody změněného chování Betty Ann, je milepřekvapen její náklonností. Ráno po loupeži se však šéfka chová standardně odmítavě a vyhazuje ho.
Pan C. W. se za pomoci kolegů George Bonda (Wallace Shawn) a Alvina (Brian Markinson) dostává do kanceláře. Stále nechce uvěřit, že na jevišti předváděl milostnou scénku. Když jeden ze spolupracovníků mimoděk vysloví heslo, dostává se vyšetřovatel opět do hypnotického stavu. Následně je odhalen mechanismus zločinného jednání. Kolega zabývající se hypnózou, pana C. W. vymaní z područí kouzelníka. Pojistný vyšetřovatel spěchá do bytu Betty Ann, kde u telefonu objevuje zapsanou adresu schůzky. Na něm má stále zhypnotizovaná žena Voltanovi předat lup. Poté, co se pan C. W. nemotorně zřítí ze svého úkrytu, má jej eskamotér na mušce. Nevystřelí, ale vydává se na útěk, kde je polapen policií.
Zpět v pojišťovně se pan C. W. loučí se zaměstnáním a snaží se přimět Betty Ann, aby navždy opustila Chrise, který se konečně rozhoupal k rozvodu. Milenecký pár právě odjíždí na dovolenou. Manažerka zůstává k návrhům vyšetřovatele chladná až do chvíle, kdy se ji zeptá: „Kam se chystáte? Na Madagakar?“ Náhle se její chování mění. Sděluje, že Chrise opouští a hodlá žít s panem C. W., kterého miluje.
Když nová milenecká dvojice opouští pojišťovnu, ujišťuje George kolegy, že Betty Ann – stejně jako pana C. W. –, včera deprogramoval a nikdo z nich již není pod vlivem hypnózy.

## Obsazení
| Woody Allen          | C. W. Briggs            |
| Helen Hunt           | Betty Ann Fitzgeraldová |
| Dan Aykroyd          | Chris Magruder          |
| Brian Markinson      | Alvin „Al“              |
| Wallace Shawn        | George Bond             |
| David Ogden Stiers   | Voltan                  |
| Charlize Theronová   | Laura Kensingtonová     |
| Elizabeth Berkleyová | Jill                    |
| Peter Gerety         | Ned                     |
| John Schuck          | Mize                    |

## Další informace
Film obdržel smíšené recenze kritiků. Samotný Woody Allen, jako by částečně souhlasil s některými z nich, když sdělil, že se možná jedná o jeho nejhorší snímek. Dodal, že cítil zklamání zbytku hereckého obsazení, když se sám obsadil do hlavní role.
Produkční výdaje dosáhly částky 26 miliónů dolarů, když bylo nákladné zejména natáčení v budovách. Tím se krimikomedie stala nejdražším Allenovým snímkem vůbec. V amerických kinech však dosáhla malých tržeb, méně než sedm miliónů dolarů. Celosvětové zisky pak činily 18,9 miliónů dolarů, čímž výnos nepokryl náklady.

## Pocta
Francouzská zpěvačka-skladatelka Dimie Cat (* 1984) vzdala režisérově filmu hold, když na albu ZigZag vydaném v listopadu 2012 věnovala skladbu „Woody Woody“ této krimikomedii.